# Cattedrale di Helsinki
La cattedrale di Helsinki (in finlandese Helsingin tuomiokirkko, in svedese Helsingfors domkyrka) è la cattedrale luterana (Chiesa evangelica luterana finlandese) della diocesi di Helsinki.

## Storia e descrizione
Fu progettata in stile neoclassico da Johann Carl Ludwig Engel, architetto di origini tedesche molto attivo in Finlandia; i lavori cominciarono nel 1830 e si conclusero nel 1851. Con la sua cupola, impostata su un alto tamburo, domina il panorama della città di Helsinki sin dalla metà dell'Ottocento, quando fu consacrata.
La chiesa, ispirata al complesso del Pantheon di Parigi, presenta una pianta a croce greca ed è caratterizzata dalla massima simmetria, con i grandi porticati architravati, sormontati da un frontone, che si innalzano sui prospetti. Al centro dell'edificio si apre la cupola, affiancata da quattro campanili culminanti in piccole calotte realizzati da Ernst Lohrmann, che alterò così il disegno originario.
La cattedrale è una delle principali attrazioni di Helsinki ed è visitata ogni anno da almeno 350.000 persone.